# Лабуне (гміна)
Гміна Лабуне (пол. Gmina Łabunie) — сільська гміна у східній Польщі. Належить до Замойського повіту Люблінського воєводства.
Станом на 31 грудня 2011 у гміні проживало 6351 особа.

## Площа
Згідно з даними за 2007 рік площа гміни становила 87.48 км², у тому числі:
- орні землі: 74.00%
- ліси: 20.00%

Таким чином, площа гміни становить 4.67% площі повіту.

## Населення
Станом на 31 грудня 2011:
| Опис     | Загалом | Загалом | Чоловіки | Чоловіки | Жінки | Жінки |
| -------- | ------- | ------- | -------- | -------- | ----- | ----- |
| одиниця  | осіб    | %       | осіб     | %        | осіб  | %     |
| все      | 6351    | 100     | 3119     | 49.11    | 3232  | 50.89 |
| міське   | 0       | 100     | 0        |          | 0     |       |
| сільське | 6351    | 100     | 3119     | 49.11    | 3232  | 50.89 |

## Сусідні гміни
Гміна Лабуне межує з такими гмінами: Адамув, Комарув-Осада, Криніце, Сітно, Замосць.
Войт М.Кукелка